# Manuel Diz Ramos
Manuel Diz Ramos (Alén, Girazga, Beariz, 1927) es un escritor español. 

## Trayectoria
Hijo del comerciante José Diz Gil y de Genoveva Ramos Ogando, que emigraron a Madrid en diferentes momentos. Su bisabuelo había trabajado en la construcción e hizo obras como el ferrocarril.  De adolescente trabajó en las minas de estaño en su pueblo de origen y como cantero en las provincias de Huesca y León.
A finales del año 1946 emigró para el Brasil. En sus primeros años allí residió en Salvador, Bahía, y más tarde, en 1951, pasó a vivir a Belo Horizonte, en Minas Gerais, donde trabajó en el comercio y la construcción civil. Estudió en el colegio Santo António e hizo un curso de posgraduado de especialización en la enseñanza de Ciencias en la Universidad Federal de Minas Gerais, en la que ejerció más tarde cómo docente de matemáticas y física.
Fue introductor y primer correspondiente de la revista Carta de España, editada por el Instituto Español de Emigración. Fue Presidente del Instituto Mineiro de Cultura Hispánica, en Belo Horizonte, y director-presidente por varios años del Grémio Español de Socorros Mutuos e Instrucción. Fue también Consultor de Física, por varias veces, en el sector de Suplencia (DESU) en Belo Horizonte. Coordinó y compiló el libro Noventa años de Historia del Gremio Español de S. Mútuos y Instrucción (2001).

## Obras
- Phoenix Hispánica (1998)
- Poemas na emigración (inédito; la mayor parte del contido apareció a partir del 1993 en la revista O Quince de Beariz)
- Espanhóis em Belo Horizonte (2011)
- Fragmentos de lendas e contos de aldea (2004)[3]
- Isaías, o emigrante soñador (2004)
- O mundo de Thaynara (2007)[4]
- Os Andaregos de Patópolis (2004)
- Rancores do pasado (2007)[5]
- Un neno da aldea (2008)[6]
- Ensaio sobre a Guerra Civil Espanhola. Uma vivência das verdadeiras emoções (2011)
- Planeta Terra e seus Mistérios (inédito)
- A república de Patópolis (inédito)
- Vidas fragmentadas (inédito)

### Obra colectiva
- Pedigree